# Elis Dahlin
Elis Herman Dahlin, född 18 maj 1907 i Masthuggs församling, Göteborgs och Bohus län, död 10 december 1988 i Danderyds församling, Stockholms län, var en svensk jurist som var lagman i Norrtälje tingsrätt från 1971 till 1974.

## Biografi
Dahlin blev juris kandidat vid Lunds universitet 1931 och genomförde sin tingstjänstgöring 1931-1934 innan han blev fiskal i Svea hovrätt 1935. Han var hovrättsråd 1946-1956 och häradshövding i Linköpings domsaga 1957-1970 och var lagman i Norrtälje tingsrätt 1971-1974.

### Familj
Dahlin var son till revisor Herman Dahlin och han maka Edit, född Kerrman. Han var gift från 1944 med Eva, född Willers 1915.